# شهرستان بوکئی اورداسی
شهرستان بوکئی اورداسی یا شهرستان اردوی بوکئی (به قزاقی: Бөкей ордасы ауданы، بوكەي ورداسى اۋدانى) یک شهرستان در قزاقستان است که در استان قزاقستان غربی واقع شده‌است. شهرستان بوکئی اورداسی ۱۶٬۰۱۶ نفر جمعیت دارد.